# Biruta (księżna)

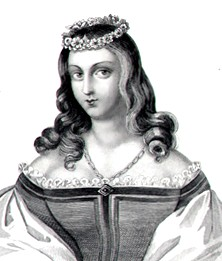
Biruta

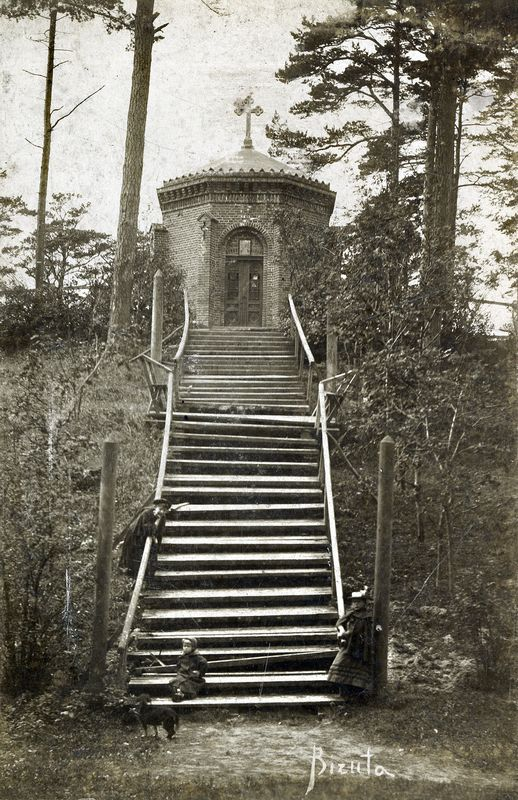
Wzgórze Biruty w Połądze

Biruta, lit. Birutė (zm. w sierpniu 1382) – żona wielkiego księcia Kiejstuta i matka jego dzieci, w tym Witolda. 
O jej życiu wiadomo niewiele, obrosło wokół niego wiele legend. Miała być kapłanką (vaidilutė) Praurimy w Połądze, strzegła świętego ognia. Zauroczony nią Kiejstut miał ją porwać, kiedy odmówiła mu ożenku, motywując to poświęceniem się bóstwom. Małżeństwo zostało zawarte w latach 1342-1344. Biruta obdarzyła męża licznym potomstwem. W 1382 została uwięziona wraz z Kiejstutem i synem Witoldem, a następnie jeszcze w tym samym roku utopiona.
Dziećmi Kiejstuta i Biruty byli:
- Wojdat Iwan,
- Butawd Henryk,
- NN (córka),
- Witold,
- Towciwiłł Konrad,
- Danuta Anna,
- Mikłowsa Maria,
- Zygmunt Kiejstutowicz,
- Ryngałła Anna.

## Literatura
- Tęgowski J., Pierwsze pokolenia Gedyminowiczów, Poznań-Wrocław 1999, s. 196-200.

## Literatura dodatkowa
- Henryk Łowmiański: Biruta. W: Polski Słownik Biograficzny. T. 2: Beyzym Jan – Brownsford Marja. Kraków: Polska Akademia Umiejętności – Skład Główny w Księgarniach Gebethnera i Wolffa, 1936, s. 108. Reprint: Zakład Narodowy im. Ossolińskich, Kraków 1989, ISBN 83-04-03291-0